# Low Estate
Low Estate — второй студийный альбом американской кантри-рок группы 16 Horsepower. Он был выпущен 27 января 1997 года на лейбле A&M Records.

## Отзывы
| Оценки критиков       | Оценки критиков |
| Источник              | Оценка |
| --------------------- | --- |
| Allmusic              | [ 1 ] |
| The Phantom Tollbooth | [ 2 ] |
| NME                   | 7 из 10 звёзд · 7 из 10 звёзд · 7 из 10 звёзд · 7 из 10 звёзд · 7 из 10 звёзд · 7 из 10 звёзд · 7 из 10 звёзд · 7 из 10 звёзд · 7 из 10 звёзд · 7 из 10 звёзд |

Альбом получил положительные отзывы музыкальных критиков. Стивен Томас Эрлевайн из AllMusic считает, что «На втором полноформатном альбоме Sixteen Horsepower Low Estate группа находится на пике своих возможностей, переходя от гипнотического, деревенского кантри-рока к неоготике. Продюсер Джон Пэриш помогает группе раскрыть свой потенциал, подчёркивая темноту и таинственность, присущие её музыке. На пластинке все ещё есть несколько слабых моментов, но в целом Low Estate — это впечатляющий скачок вперёд для Sixteen Horsepower, альбом, который явно выделяет группу из числа её современников в стиле альт-кантри».

## Список композиций
1. «Brimstone Rock» (Edwards/16 Horsepower) — 4:29
2. «My Narrow Mind» (Edwards/16 Horsepower) — 2:59
3. «Low Estate» (Edwards/16 Horsepower) — 4:10
4. «For Heaven’s Sake» (Edwards/16 Horsepower) — 4:54
5. «Sac of Religion» (Edwards/Norlander/16 Horsepower) — 3:28
6. «The Denver Grab» (Edwards/Norlander/16 Horsepower) — 5:03
7. «Ditch Digger» (Edwards/16 Horsepower) — 3:22
8. «Pure Clob Road» (Edwards/16 Horsepower) — 3:43
9. «Phyllis Ruth» (Edwards/16 Horsepower) — 4:36
10. «Black Lung» (Edwards/16 Horsepower) — 2:26
11. «Dead Run» (Edwards/16 Horsepower) — 3:20
12. «Golden Rope» (Edwards/16 Horsepower) — 4:15
13. «Hang My Teeth on Your Door» (Norlander/16 Horsepower) — 2:36

## Чарты
| Чарт (1997)                | Высшая позиция |
| -------------------------- | -------------- |
| Нидерланды (Album Top 100) | 93             |